# Kırşehir (tỉnh)
Tỉnh Kırşehir là một tỉnh ở miền trung Thổ Nhĩ Kỳ, vùng Anatolia. Tỉnh này nằm trên phay đứt gãy Bắc Anatolia, và hiện đang nằm trong vùng cảnh báo địa chấn. Độ cao trung bình là 985 m trên mực nước biển. Tỉnh lỵ là Kırşehir.

## Các huyện
Tỉnh này được chia thành các huyện sau (tỉnh lỵ được viết đậm):
- Akçakent
- Akpınar
- Boztepe
- Çiçekdağı
- Kaman
- Kırşehir
- Mucur